# Kisebbségi magyar költők, írók listája
Ez az oldal a Trianon után kisebbségi sorba jutott magyar írók, irodalmárok, költők listáját tartalmazza aszerint, hogy melyik utódállamban születtek/alkottak.

## Csehszlovákia és utódállamai

### 1920–1945

#### Költők
- Antal Sándor (1882–1944)
- Ásguthy Erzsébet (1895–1984)
- Berkó Sándor (1918–1942)
- Bólya Lajos (1905–1978)
- Csontos Vilmos (1908–2000)
- Darvas János (1891–1945)
- Erdőházi Hugó (1908–1982)
- Forbáth Imre (1898–1967)
- Földes Sándor (1895–1968)
- Győry Dezső (1900–1974)
- Kelembéri Sándor (1902–1973)
- Klimits Lajos (1884–1951)
- Komlós Aladár (1892–1980)
- Környei Elek (1905–1982)
- Mécs László (1895–1978)
- Merényi Gyula (1892–1925)
- Mihályi Ödön (1889–1929)
- Ölvedi László (1903–1931)
- Prerau Margit (1909–?)
- Reininger József (1896–1979)
- Sáfáry László (1910–1943)
- Sárosi Árpád (1864–1930)
- Simon Menyhért (1897–1952)
- Szenes Erzsi (1902–1981)
- Szeredai Gruber Károly (1886–1956)
- Tamás Lajos (1903–1960)
- Telek A. Sándor (1880–1942)
- Urr Ida (1904–1989)
- Vozári Dezső (1904–1972)

#### Prózaírók
- Bányai Pál (1901–1943)
- Barta Lajos (1878–1964)
- Darkó István (1902–1972)
- Egri Viktor (1898–1982)
- Farkas István (1900–1975)
- Ilku Pál (1912–1973)
- Jankovics Marcell (1874–1949)
- Jarnó József (1904–1934)
- Juhász Árpád (1894–1946)
- Kaczér Illés (1887–1980)
- Keller Imre (1879–1952)
- L. Kiss Ibolya (1894–1980)
- Morvay Gyula (1905–1998)
- N. Jaczkó Olga (1895–1970)
- Neubauer Pál (1891–1945)
- Palotai Boris (1904–1983)
- Rácz Pál (1888–1984)
- Sándor Imre (1892–1943)
- Salkaházi Sára (1899–1944)
- Sellyei József (1904–1941)
- Szabó Béla (1906–1980)
- Szenes Piroska (1897–1972)
- Sziklay Ferenc (1883–1943)
- Szombathy Viktor (1902–1987)
- Szucsich Mária (1886–1965)
- Tamás Mihály (1897–1967)
- Tichy Kálmán (1888–1968)
- Vécsey Zoltán (1892–1984)

#### Drámaírók
- Bihari Mihály (1892–1969)
- Lányi Menyhért (1893–1976)
- Sebesi Ernő (1893–1944)

#### Esszéírók, publicisták, kritikusok
- Alapy Gyula (1872–1936)
- Balogh Edgár (1906–1996)
- Bellyei László (1910–1995)
- Brogyányi Kálmán (1905–1978)
- Dallos István (1901–1972)
- Dobossy László (1910–1999)
- Ethey Gyula (1878–1957)
- Fábry Zoltán (1897–1970)
- Jócsik Lajos (1910–1980)
- Kázmér Ernő (1892–1941)
- Kovács Endre (1911–1985)
- Krammer Jenő (1900–1973)
- Marék Antal (1903–1983)
- Mártonvölgyi László (1910–1984)
- Paál Ferenc (1904–1969)
- Peéry Rezső (1910–1977)
- Sándor László (1909–1993)
- Sas Andor (1887–1962)
- Simándy Pál (1891–1978)
- Szalatnai Rezső (1904–1977)
- Szvatkó Pál (1901–1959)
- Vass László (1905–1950)

### 1945 után

#### Költők
- Bábi Tibor (1925–1978)
- Balla Kálmán (1954–)
- Csehy Zoltán (1973–)
- Csontos Vilmos (1908–2000)
- Cselényi László (1938–2023)
- Dénes György (1923–2007)
- Gál Sándor (1937–2021)
- Gyurcsó István (1915–1984)
- Gály Olga (1921–2012)
- Hodossy Gyula (1960-)
- Mizser Attila (1975–)
- Németh Zoltán (1970–)
- Polgár Anikó (1975–)
- Ozsvald Árpád (1932–2003)
- Tóth László (1949–)
- Tőzsér Árpád (1935–)
- Varga Imre (1950–)
- Veres János (1930–1999)
- Z. Németh István (1969–)
- Zs. Nagy Lajos (1935–2005)

#### Prózaírók
- Dávid Teréz (1906–2002)
- Duba Gyula (1930–)
- Dobos László (1930–2014)
- Egri Viktor (1898–1982)
- Grendel Lajos (1948–2018)
- Gyimesi György (1935–)
- L. Kiss Ibolya (1894–1980)
- Lovicsek Béla (1922–2006)
- Mács József (1931–2017)
- N. Tóth Anikó (1967–)
- Ordódy Katalin (1918–2000)
- Rácz Olivér (1918–1997)
- Szabó Béla (1906–1980)

## Jugoszlávia és utódállamai

### 1940–es évek
- B.Szabó György
- Bogdánfi Sándor
- Börcsök Erzsébet
- Csépe Imre
- Debreczeni József
- Dévavári Zoltán
- Gál László
- Herceg János
- Juhász Géza
- Laták István
- Lévay Endre
- Kolozsi Tibor
- Komáromi József Sándor
- Lőrinc Péter
- Majtényi Mihály
- Munk Artur
- Sinkó Ervin
- Sulhóf József
- Szeli István
- Szirmai Károly
- Thurzó Lajos
- Urbán János
- Zákány Antal

### 1950–es évek
- Ács Károly
- Burány Nándor
- Fehér Ferenc
- Kopeczky László
- Major Nándor
- Németh István
- Pap József
- Petkovics Kálmán
- Saffer Pál

### 1960-as évek
- Bori Imre
- Bányai János
- Tolnai Ottó
- Domonkos István
- Fehér Kálmán
- Ladik Katalin
- Podolszki József
- Végel László
- Gion Nándor
- Brasnyó István
- Baranyai B. István
- Gerold László
- Koncz István
- Deák Ferenc
- Varga Zoltán
- Gobby Fehér Gyula
- Gulyás József
- Tóth Ferenc
- Jung Károly
- Kosztolányi Dezső

## Románia

### 1920–1945
- Asztalos István
- Áprily Lajos
- Balázs Ferenc
- Bartalis János
- Bánffy Miklós
- Bárd Oszkár
- Berde Mária
- Császár Károly
- Dsida Jenő
- Endre Károly
- Finta Zoltán
- Gagyi László
- Gulácsy Irén
- Gyallay Pap Domokos
- Járosi Andor
- Jékely Zoltán
- Horváth Imre
- Hunyady Sándor
- Kacsó Sándor
- Karácsony Benő
- Kádár Imre
- Kemény János
- Kiss Jenő
- Kovács László
- Kovács Dezső
- Kós Károly
- Lakatos Imre
- Ligeti Ernő
- Makkai László
- Makkai Sándor
- Maksay Albert
- Markovits Rodion
- Moldován Pál
- Molter Károly
- Nagy Dániel
- Nagy István
- Nyirő József
- Olosz Lajos
- Ormos Iván
- Pakocs Károly
- Reményik Sándor
- Salamon László
- Sipos Domokos
- Szabó Mária
- Szabédi László
- Szántó György
- Szemlér Ferenc (1871–1938)
- Szemlér Ferenc (1906–1978)
- Szenczei László
- Szentimrei Jenő
- Székely Jenő
- Szombati-Szabó István
- Tabéry Géza
- Tamási Áron
- Tamási Gáspár (1904–1982)
- Tavaszy Sándor
- Tompa László
- Vásárhelyi Z. Emil
- Vita Zsigmond
- Wass Albert

### 1945 után
- Ármos Lóránd (1980–)
- Bajor Andor
- Balázs Imre József
- Bálint Tamás (1985–)
- Czirják Edit
- Ercsey Mária
- Farkas Wellmann Endre (1975– )
- Farkas Wellmann Éva (1979– )
- Fodor Sándor
- Hornyák József
- Huszár Sándor
- Kányádi Sándor
- Kocsis István
- Kovács András Ferenc
- Kristó Tibor
- Lakatos Demeter
- Lövétei Lázár László
- Majtényi Erik
- Márki Zoltán
- Miklóssi Szabó István
- Molnár H. Lajos
- Sánta Ferenc
- Sütő András
- Szabó Gyula
- Szász János
- Szász Rozália (író)
- Székely János
- Székhy Juhos János
- Panek Zoltán
- Papp Ferenc
- Tóth István

- Balla Zsófia
- Bálint Tibor
- Bodor Ádám
- Bögözi Kádár János
- Czegő Zoltán
- Cselényi Béla
- Egyed Péter
- Éltető József (1944– )
- Farkas Árpád
- Hervay Gizella
- Jancsik Pál
- Király László
- Köntös-Szabó Zoltán
- Lászlóffy Aladár
- Molnár H. Lajos
- Mózes Attila
- Palocsay Zsigmond
- Palotás Dezső
- Páskándi Géza
- Pusztai János
- Szilágyi Domokos
- Szilágyi István
- Tömöry Péter
- Szőcs Géza
- Veress Zoltán

## Szovjetunió és utódállamai
- Bagu László
- Balla D. Károly
- Balla László
- Berniczky Éva
- Brenzovics Marianna
- Czébely Lajos
- Dupka György
- Fodó Sándor
- Kovács Miklós
- Kovács Vilmos
- Nagy Zoltán Mihály
- Stumpf Benedek András
- Szalai Borbála
- Szenes László
- Vári Fábián László

## Bibliográfia
- A Magyar irodalom története I-VI. Akadémiai Kiadó, Budapest, 1966. Főszerkesztő: Sőtér István – kiegészítésekkel és még hiányzó adatokkal
- A cseh/szlovákiai magyar irodalom lexikona, 1918-2004 / [főszerk. Fónod Zoltán]Pozsony : Madách-Posonium, 2004 ISBN 80 7089 391 5
- Romániai magyar irodalmi lexikon / [főszerk. Balogh Edgár, Dávid Gyula] Bukarest : Kriterion ; Kolozsvár : EME, 1981-2002 ISBN 973 26 03690
- Jugoszláviai magyar irodalmi lexikon : 1918-2000 / Gerold László Újvidék : Forum, 2001 ISBN 86 323 0514 X
- Nyugati magyar irodalmi lexikon és bibliográfia / Borbándi Gyula Budapest : Hitel, 1992 ISBN 963 04 1859 2